# Günter Martin Hempel
Günter Martin Hempel (* 1945 in Rabenau) ist Staatswissenschaftler. Er fungiert in Leipzig als Stadtführer.
Hempel wurde 1980 in den Staatswissenschaften an der damaligen Karl-Marx-Universität Leipzig promoviert. Er ist Autor von Büchern und Aufsätzen über die Leipziger Freimaurerei und zu einzelnen Freimaurern wie Albert Lortzing und deren Bezug zur Geschichte der Musik. Zu diesem speziellen Themenfeld veranstaltet er Führungen in der Stadt Leipzig. Diese beinhalten auch das Völkerschlachtdenkmal. Er gilt als Leipziger Original und als Kenner der Leipziger Stadtgeschichte. Er hielt Kurse zur Freimaurerei an der Volkshochschule Leipzig. Auch sein äußerlicher Stil macht ihn geradezu unverwechselbar. Die Journalistin Eva-Maria Bast hat das mit treffenden Worten charakterisiert.

## Schriften
- Otto Werner Förster und Günter Martin Hempel: Leipzig und die Freimaurer, Eine Kulturgeschichte, Leipzig: Taurus Verlag 2008.
- Günter Martin Hempel: Auf den Spuren Lortzings in Leipzig. Ein Rundgang. In: Lortzing und Leipzig. Musikleben zwischen Öffentlichkeit, Bürgerlichkeit und Privatheit. , hrsg. von Thomas Schipperges, Georg Olms Verlag, Hildesheim-Zürich-New York 2014, S. 443–449 (teilweise online)